# Gary McAllister
Gary McAllister MBE, född 25 december 1964 i Motherwell, Skottland, är en före detta professionell fotbollsspelare (mittfältare) och fotbollstränare. Under sin tid som spelare vann han den engelska högstadivisionen med Leeds United 1992, och en cuptrippel innefattande ligacupen, FA-cupen och Uefacupen med Liverpool 2001.

## Klubblagskarriär
McAllister spelade sin första professionella match för moderklubben Motherwell 1981. Efter att ha varit med och vunnit den skotska andradivisionen med Motherwell säsongen 1984-1985 köptes han av Leicester City inför säsongen 1985-1986. Leicester City betalade 250 000 pund för McAllister och Ali Mauchlen. När McAllisters kontrakt med Leicester City var på väg att gå ut sommaren 1990 försökte klubben sälja honom till Nottingham Forest som erbjöd 1,15 miljoner pund för honom. McAllister ville dock inte spela för Nottingham utan valde att stanna i Leicester tills hans kontrakt gått ut. Totalt spelade han 201 ligamatcher och gjorde 47 ligamål för klubben mellan 1985 och 1990.
McAllister valde sedan att skriva på för Leeds United i juli 1990. Övergången kom att kosta Leeds 1 miljon pund efter att en summa bestämts av en övergångstribunal. Under sin andra säsong i klubben var McAllister en av de viktigaste spelarna tillsammans med David Batty, Gordon Strachan, Gary Speed och Eric Cantona när Leeds vann den engelska ligan 1992. Säsongen 1993-1994 blev McAllister utsedd till Leeds bästa spelare.
I juli 1996 blev McAllister dock såld till Coventry City som betalade 3 miljoner pund för honom. Under sex säsonger i Leeds hade han spelat 231 ligamatcher och gjort 31 ligamål. Under fyra säsonger i Coventry vann han inga titlar men spelade 119 ligamatcher och gjorde 20 ligamål och var lagets kapten.
Sommaren 2000 skrev McAllister på för Liverpool som bosmanfall. Under sin första av två säsonger i klubben vann Liverpool Uefacupen, FA-cupen och ligacupen. McAllister spelade en viktig roll under säsongen och blev bland annat utsedd till matchens bästa spelare i UEFA-cupfinalen efter att ha varit inblandad i fyra av Liverpools fem mål. Han spelade 55 ligamatcher för Liverpool under två säsonger innan han skrev på för sin gamla klubb Coventry sommaren 2002. Han spelade ytterligare 55 ligamatcher för Coventry innan han avslutade spelarkarriären 2004.

## Landslagskarriär
Mellan 1990 och 1999 spelade McAllister 57 matcher och gjorde 5 mål för det skotska landslaget. Han var uttagen i den skotska truppen till VM 1990 i Italien men fick ingen speltid. Han deltog även i kvalet till fotbolls-VM 1994, dit Skottland misslyckades med att kvalificera sig. McAllister deltog i två europamästerskap, EM 1992 i Sverige och EM 1996 i England, den senare som lagkapten. Han ledde Skottland till kvalifikation till VM 1998 i Frankrike, men missade slutspelet på grund av skada. I april 1999 avslutade McAllister sin landslagskarriär efter kritik från media och delar av skotska fans, som veckan innan hade buat ut honom under en hemmamatch mot Tjeckien.

## Tränarkarriär
Under sin andra period i Coventry var McAllister spelande tränare. Han sade upp sig i januari 2004 för att kunna tillbringa mer tid med sin familj sedan hans fru insjuknat i cancer. Han var sedan borta från fotbollen i fyra år innan han tog över som manager för Leeds i januari 2008. Kontraktet gällde resten av säsongen. Den 3 april, efter att laget bara förlorat två av tolv matcher under McAllisters ledning, erbjöds han en förlängning över nästkommande säsong. Han ledde Leeds till playoffinalen på Wembley, som dock slutade med förlust 1-0 mot Doncaster Rovers. Efter en dålig start på säsongen 2008/09 blev han sparkad i december 2008. Leeds hade då förlorat fem raka matcher.
I maj 2010 blev han anställd som hjälptränare åt förre lagkamraten och tränaren Gordon Strachan i Middlesbrough. Han stannade dock bara i Middlesbrough i några månader innan han blev erbjuden jobbet som assisterande manager till Gerard Houllier i Aston Villa i september samma år. Houllier hade tidigare varit tränare åt McAllister under hans två år i Liverpool. När Houllier blev inlagd på sjukhus i april 2011 på grund av hjärtproblem, fick McAllister ta över som tillfällig huvudtränare för återstoden av säsongen. Därefter utsågs Alex McLeish till ny ordinarie tränare, och McAllister fick lämna klubben.
Den 10 juli 2015 återvände McAllister till Liverpool för en kort sejour som assisterande tränare åt Brendan Rodgers, innan de bägge fick sparken i oktober samma år. McAllister blev istället klubbambassadör.